# Critérium du Dauphiné libéré 1986
La 38e édition du Critérium du Dauphiné libéré a eu lieu du 25 mai au 1er juin 1986. Elle a été remportée par le Suisse Urs Zimmermann. Il devance au classement général Ronan Pensec et Joop Zoetemelk.

## Classement général final
| Rang | Vainqueur             | Équipe | Pays     | Temps            |
| ---- | --------------------- | ------ | -------- | ---------------- |
| 1er  | Urs Zimmermann        |        | Suisse   | 34 h 16 min 28 s |
| 2e   | Ronan Pensec          |        | France   | 3 min 15 s       |
| 3e   | Joop Zoetemelk        |        | Pays-Bas | 3 min 44 s       |
| 4e   | Jean-Claude Bagot     |        | France   | 3 min 46 s       |
| 5e   | Jean-Claude Leclercq  |        | France   | 3 min 58 s       |
| 6e   | Thierry Claveyrolat   |        | France   | 5 min 7 s        |
| 7e   | Jean-François Bernard |        | France   | 5 min 12 s       |
| 8e   | Luc Roosen            |        | Belgique | 5 min 25 s       |
| 9e   | Eric Caritoux         |        | France   | 7 min 6 s        |
| 10e  | Charly Bérard         |        | France   | 9 min 22 s       |

## Les étapes
| Étape      | Date   | Villes étapes                          | type     | Distance (km) | Vainqueur d'étape     | Leader du classement général |
| ---------- | ------ | -------------------------------------- | -------- | ------------- | --------------------- | ---------------------------- |
| Prologue   | 25 mai | Annecy – Annecy                        | prologue | 4,1           | Jean-François Bernard | Jean-François Bernard        |
| 1re étape  | 26 mai | Annecy – Villeurbanne                  |          | 176           | Hans Daams            | Gilbert Duclos-Lassalle      |
| 2e étape   | 27 mai | Belleville – Gueugnon                  |          | 186           | Laurent Fignon        | Laurent Fignon               |
| 3e étape   | 28 mai | Digoin – Saint-Étienne                 |          | 195           | Thierry Claveyrolat   | Laurent Fignon               |
| 4e a étape | 29 mai | Saint-Chamond – Charavines             |          | 100           | Bruno Wojtinek        | Laurent Fignon               |
| 4e b étape | 29 mai | Chambéry – Chambéry                    |          | 94            | Luc Roosen            | Laurent Fignon               |
| 5e étape   | 30 mai | Chambéry – Albertville                 |          | 184           | Erich Maechler        | Julio César Cadena           |
| 6e étape   | 31 mai | Grenoble – Grenoble                    |          | 207           | Thierry Claveyrolat   | Urs Zimmermann               |
| 7e a étape | 1 juin | Laragne-Montéglin – Camaret-sur-Aigues |          | 106           | Maarten Ducrot        | Urs Zimmermann               |
| 7e b étape | 1 juin | Camaret-sur-Aigues – Nyons             |          | 35,9          | Jean-François Bernard | Urs Zimmermann               |